# Srednja vas v Bohinju
Srednja vas v Bohinju je naselje v Občini Bohinj. Leži ob vznožju Pokljuke, okrog 4 km vzhodno od Bohinjskega jezera oziroma okrog 3 km od Bohinjske Bistrice. Skozi Srednjo vas teče potok Ribnica, kateremu se v dolini pod vasjo pridruži potok Suha. Ribnica izvira na pokljuški planini Konjščica, čeprav večji del leta tok povečini začenja šele v bližini planine Uskovnica. Tvori dva slapova, ki sta za okrog 30 minut hoje oddaljena od vasi.
Na vaškem hribu stoji cerkev svetega Martina s pokopališčem, kjer je tudi spomenik padlim vaščanom v 1. svetovni vojni. Cerkev je prizorišče vsakoletnih glasbenih prireditev, imenovanih Glasbeno poletje v Bohinju. Od tod se ponuja tudi razgled na bližnja hriba, Rudnico (946 m) in Studor (1002 m).
V zimskem času obratuje na urejenem pobočju pod Rudnico, imenovanem Senožeta, 450 m dolga smučarska vlečnica. 7 ha obsegajoče smučišče omogoča tudi nočno smuko. Iz Srednje vasi vodi tudi gozdna cesta na Uskovnico.

## Galerija
- Studor
- Vaške hiše
- Drugi ribniški slap
- Cerkev sv. Martina